# Eremocosta striata
Eremocosta striata är en spindeldjursart som först beskrevs av Putnam 1883.  Eremocosta striata ingår i släktet Eremocosta och familjen Eremobatidae. Inga underarter finns listade i Catalogue of Life.